# Franciszek Dalewski
Franciszek Dalewski herbu Krucini (ur. w 1825 w Rudnikach (powiat lidzki), zm. 24 kwietnia 1904 w Warszawie) – działacz społeczny, konspirator, jeden z przywódców organizacji cywilnej Rządu Narodowego na Litwie w czasie powstania styczniowego, zesłaniec.

## Życiorys
Uczył się w gimnazjum w Wilnie. Został usunięty w 1846 roku ze szkoły za nieprawomyślność, tracąc prawo do studiów uniwersyteckich. Wraz z bratem Aleksandrem stworzył wtedy tajną organizację młodzieży w Wilnie o nazwie „Związek Bratni” młodzieży polskiej (albo „Związek Bratni Młodzieży Litewskiej”) (tzw. „spisek braci Dalewskich”). W 1849 roku został aresztowany i osadzony w więzieniu podominikańskim w Wilnie, a następnie wraz z Aleksandrem skazany na 15 lat ciężkich robót. Odbywał katorgę w Nerczyńsku. W 1859 roku wrócił do Wilna na mocy amnestii. Znów włączył się w działalność patriotyczną. Był przeciwnikiem powstania. Gdy jednak powstanie wybuchło, Dalewski wszedł do nowo powstałego Wydziału Zarządzającego Prowincjami Litwy (Prowincjonalnego Komitetu Litewskiego, Prowincjonalnego Rządu Tymczasowego).
Został aresztowany 10 lipca 1863 roku i skazany na 12 lat ciężkich robót. Wyrok został podniesiony przez Michaiła Murawjowa do 20 lat ze względu na recydywę. Katorgę odbywał w Siewakowie. W 1875 roku otrzymał zezwolenie na trzymiesięczny pobyt u rodziny w Warszawie. W 1883 roku na mocy kolejnej amnestii osiedlił się w Warszawie, gdzie pracował w kontroli kolei dąbrowskiej.
Został pochowany na cmentarzu Powązkowskim w Warszawie (kwatera II-5-3/4/5).

## Rodzina

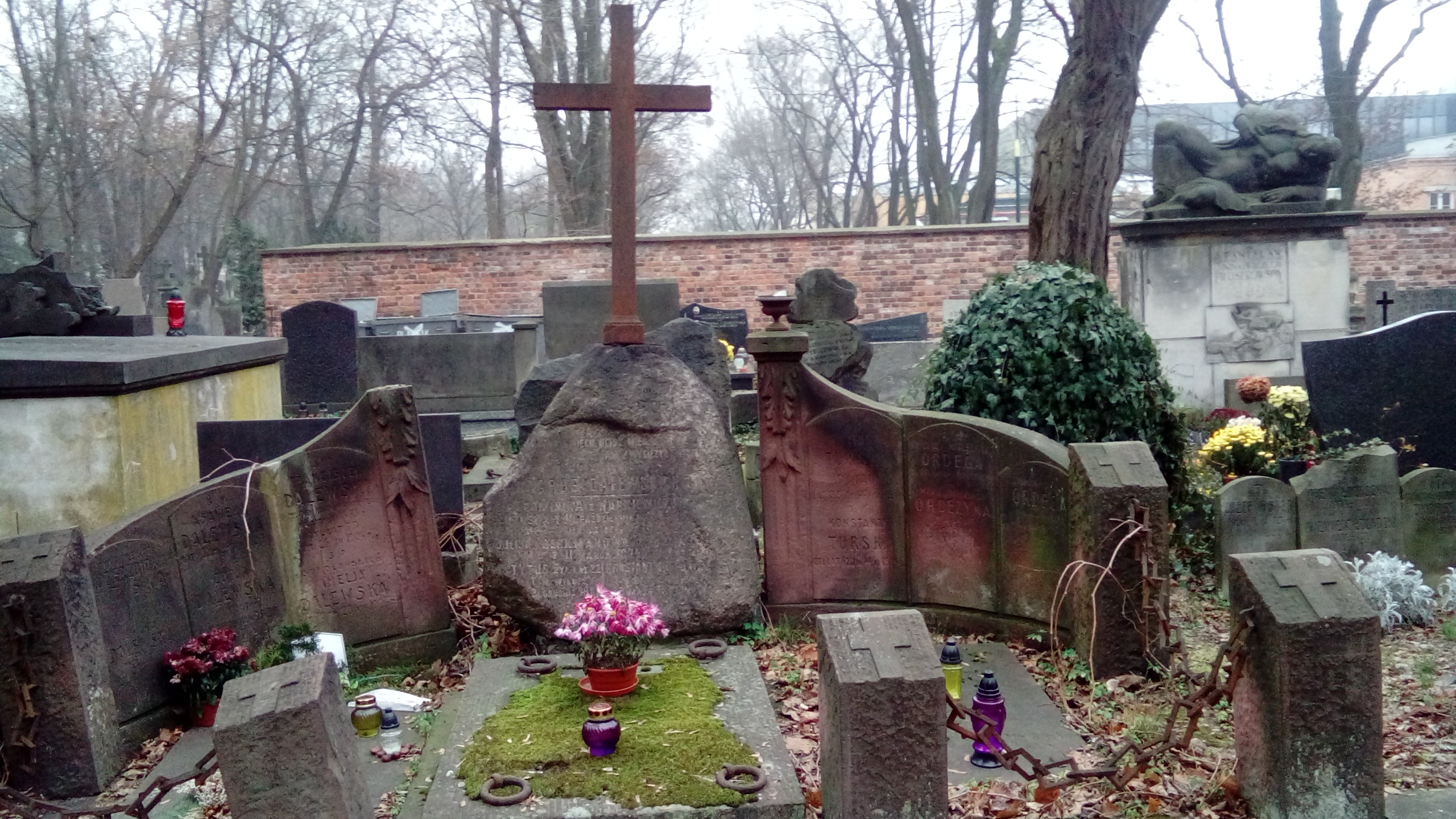
Grób Franciszka, Konstantego i Ksawery Dalewskich na cmentarzu Powązkowskim

Ojciec Franciszka, Dominik Antoni Dalewski był dwukrotnie żonaty. Córką Dominika z pierwszego małżeństwa była Apolonia Dalewska, późniejsza żona Zygmunta Sierakowskiego.
Franciszek Dalewski był synem Dominika Antoniego i drugiej jego żony, Dominiki z Narkiewiczów. Był jednym z ośmiorga ich dzieci. Jego rodzeństwo z tego małżeństwa to:
- Aleksander (1826–1862)
- Tekla, późniejsza żona Ludwika Jenikego (1818–1903)
- Konstanty (1835–1871)
- Tytus (1841–1864)
- Zuzanna
- Ksawera (1845–1900)[5]
- Józefa.